# 蘇迪齊鄉 (雅洛米察縣)
44°34′14″N 27°34′04″E / 44.57056°N 27.56778°E
蘇迪齊鄉（羅馬尼亞語：Comuna Sudiți, Ialomița），是羅馬尼亞的鄉份，位於該國南部，由雅洛米察縣負責管轄，面積59平方公里，海拔高度17米，2007年人口2,247，人口密度每平方公里38人。